# Marea Migrație
Marea Migratie este numele dat drumului spre nord parcurs între anii 1835–1841 de convoiul de refugiați buri din Kapland (Africa de Sud).

## Cauze
Cauza refugiului burilor a fost anexarea în anul 1814 a Kaplandului de coroana britanică și burii pierd controlul asupra regiunii, prin creșterea numărului de emigranții britanici limba oficială devenind engleza. Desființarea sclavagismului (1833) în Imperiul Britanic a dus la ruinarea economică a fermelor bure care se bazau pe munca cu sclavi. Pentru a se elibera de dominația engleză burii se retrag spre nord-vest, numărul refugiaților cifrându-se la 14 000 de oameni.
În drumul spre nord burii se lovesc de rezistența populației băștinașe în special zulu, în anul 1838 fiind omorâți de zulu mai mulți buri. Ca urmare, în decembrie 1838, Andries Pretorius, pornește o expediție de pedepsire a tribului zulu.